# Панк-рок
Панк рок (енгл. punk rock), или само панк (енгл. punk), рок је музички правац који се супротставља устаљеним социјалним, политичким и економским принципима друштва. Појавио се у Сједињеним Америчких Државама и Уједињеном Краљевству око 1974. и 1975. године, а носиоцима овог жанра сматрају се бендови Рамонс, Секс пистолс, Демд и Клеш.

## Карактеристике
Панк бендови су често примењивали једноставнију структуру и аранжман музике, сличан оном који су свирали  гаражни бендови шездесетих година 20. века. Енглески панк фанзин Сајдбурнс је објавио цртеже (који су касније репродуковани у Снифин Глуу), на којима су се налазила три акордa, са подтекстoм: „Ово је акорд, ово је други акорд, а ово је трећи. Сада, направите бенд.” Највећи број панк песама има структуру строфа-рефрен и четворочетвртински такт. Ова наглашена једноставност је одлично осликавала панк принцип ’уради сам’ (енгл. Do It Yourself) и контрирала раскошном и разметљивом музицирању рок бендова који су били популарни до појаве панка. У почецима панк рока, на такво музичко умеће се увек гледало са подозрењем, а гитарска сола која су до тада била компликована, сматрана су непотребним. али су гитарске паузе биле врло честе, чак и у песмама раног панк рока.
Панк песме обично нису дуже од два и по минута, а неке трају и тридесет секунди. Темпо панк рока је доста бржи од рока. Типични панк инструменти су бубњеви, једна или две електричне гитаре, бас-гитара и вокали. Бубњеви обично звуче суво и тешко, и најчешће имају само основни комплет (добош, прелази, котао и бас-бубањ), фуз и чинеле. Ритам бубњева је врло једноставан, са четвртинским ударом и не претерано технизираним басом односно добошем, док је у хардкор панку бубањ секција изузетно увежбана и тактизирана. Бас је често једноставан и садржи се од главних нота акорда, али неки модерни бендови, као Ренсид или Анти-Флег стављају већи акценат на технику бас линије. Гитарска секција обично укључује високо дисторзивне акорде, али неки бендови користе сурф-рок приступ са лакшим, тванглер акордима. Продукција је минимална, са песмама које су понекад снимљене на кућном касетофону.

## Први панк бендови
Панк музика је била ’агресивна’, са текстовима који су нападали било какав ауторитет (Секс пистолси — God Save The Queen) и потпуно другачија од остале музике. Док су у Енглеској Секс пистолси (енгл. Sex Pistols) правили бум, у САД је панк ширио бенд Рамонс (енгл. Ramones), иако је, додуше, у Америци панк био слабије прихваћен. До 1980. године су се појавили разноразни панк бендови од којих су најпознатији Клеш, Демд, Базкокси, Ратси, Шем 69, Џенерејшн екс, Стренглерси, Крас, Мисфитс итд. Сваки од ових бендова свирао је панк музику, али на скоро сасвим другачији начин тако да је панк који свира Крас (енгл. Crass) назван анархопанком; панк који свирају Мисфитс хорор панком; Демд готик панком, односно готик роком; Експлојтед хардкор панком, Шем 69, Кокни Риџектс и Анџелик Апстартс Ои! панком или стрит панком, Грин деј и Квирс поп панком; а музика Клеша имала је утицај на ска панк бендове, међу којима су најпознатији Оперејшон ајви, Мајти Мајти Бостонс, Ренсид, Вуду глоу скалс и други.
На просторима бивше Југославије било је много панк рок бендова.